# Anna Maria Guasch
Anna Maria Guasch (Barcelona, 1953) es historiadora del arte española, Catedrática de Historia del Arte de la Universidad de Barcelona y crítica de arte.

## Biografía
Anna Maria Guasch estudió Geografía e Historia (especialidad de Historia del Arte) en la Universidad de Barcelona y se doctoró en la Universidad de Sevilla. En la actualidad es Catedrática de Historia del Arte Contemporáneo en la Universidad de Barcelona, habiendo ejercido también la docencia en las universidades de Sevilla y Complutense de Madrid.

## Trabajo desarrollado
Desde 1996 ha centrado su interés en el estudio del arte internacional de la segunda mitad del siglo XX (El Arte del siglo XX: de la Segunda Guerra Mundial hasta nuestros días) y en el análisis de las exposiciones que lo han generado. De esta línea de investigación las publicaciones El arte del siglo XX en sus exposiciones: 1945-1995 y  Los manifiestos del arte posmoderno: textos de exposiciones 1980-1995 con aportaciones, entre otras, de C. Joachimides, D. Kuspit, A. Bonito Oliva, K. Power, D. Crimp, H. Foster, T. Crow, H. Szeemann, C. David, J.H. Martin y T. McEvilley. Posteriores investigaciones analizan la escena artística fronteriza entre el arte del siglo XX y el del siglo XXI, cuestión desarrollada en el libro  El arte último del siglo XX. Del posminimalismo a lo multicultural: 1968-1995. En el campo teórico de la crítica sobresalen el texto de edición La crítica de arte. Historia, teoría y praxis , La crítica dialogada: Entrevistas sobre arte y pensamiento contemporáneo y Discrepant Dialogues in Art Criticism (2000-2011). Formal, Textual and (Con) textual Art Criticism (en prensa). Ha sido coeditora, junto con Joseba Zulaika de Learning from the Bilbao Guggenheim; y de Aprendiendo del Guggenheim Bilbao. 

Desde 2005 sus líneas principales de investigación son : Archivo, Memoria y Arte Contemporáneo; Historia del Arte y Estudios Visuales, y Arte Contemporáneo y globalización. La primera de las líneas ha sido expuesta y desarrolla, entre otras publicaciones, en “Los lugares de la memoria: el arte de archivar y recordar”, Autobiografías visuales: entre el archivo y el índice, y Arte y archivo. Genealogías, tipologías y discontinuidades, y en contribuciones presentadas en congresos de relevancia científica tales como el 20 Encontro ANPAP (Río de Janeiro, 2011) el que presentó la ponencia marco Las prácticas contemporáneas del archivo: entre lo doméstico y lo público, la memoria y la historia, lo global y lo local. Dentro del área temática de la segunda línea de investigación destaca el capítulo “Doce Reglas para una Nueva Academia: la “Nueva Historia del Arte” y los Estudios Visuales” y la contribución al Stone Summer Theory Institute (James Elkins [dir.] Chicago, 2011) Farewell to Visual Studies. En el campo de la investigación sobre Arte Contemporáneo y globalización destacan sus contribuciones a congresos y seminarios internacionales como Desde aquí: contexto e internacionalización presentada en el III Encuentro de Críticos e Investigadores (Valparaíso, Chile, 2011) y su invitación a los congresos internacionales Refocusing on Issuers: Ink Painting through a Perspective of Art History (Shangai, mayo 2012) y Art, Criticism and the Forces of Globalisation (Winchester School of Art/University of Southampton y Tate Liverpool, septiembre 2012). Como aportación general al tema sobresale el texto El Efecto Global: Arte en la era de la movilidad, la traducción y la memoria (en prensa) y el comisariado de la exposición La Memoria del Otro en la Era de lo Global exhibida en Bogotá (2009), Santiago de Chile (2010) y La Habana (2011). 

Entre 2000 y 2011 ha sido Visiting Fellow en las universidades norteamericanas de Princeton, Yale , Columbia (Nueva York), San Diego y en la The School of the Art Institute de Chicago. En 2002 fue guest scholar de investigación en el Getty Research Institute de Los Ángeles, centro en el que llevó a cabo otra estancia de investigación en 2008. Ha impartido seminarios y cursos en la Pontificia Universidad Católica de Chile (2002), en el Instituto Nacional de Bellas Artes (Escuela La Esmeralda, México DF, 2003), en la Escuela de Cine de San Antonio de Los Baños de La Habana ( 2005), en las Universidades de Antioquia (Medellín) y en la Nacional de Bogotá (2004, 2006 y 2007), en la Universidad de Nuevo León en Monterrey ( 2006). 

En el marco de su actividad académica en el Departamento de Historia del Arte de la Universidad de Barcelona,  ha dirigido quince tesis doctorales además de los correspondientes trabajos de investigación de fin de licenciatura y master. También es tutora externa de Tesis Doctorales en universidades de México, Colombia y Chile. Desde 2007 es la Investigadora Principal del Proyecto I+D+I Cartografía crítica del arte y la visualidad en la era global: Nuevas metodologías, conceptos y enfoques analíticos en el que participan miembros de universidades españolas e internacionales. 

Dirige y coordina el grupo de investigación Global Art Archive (enlace roto disponible en Internet Archive; véase el historial, la primera versión y la última). que desde la crítica, la práctica artística y la teoría analiza el valor del archivo como mediador entre la memoria colectiva y el devenir individual.Forma parte del Proyecto de Investigación Internacional con sede en Londres Visual Culture Studies in Europe, del Humanities in the European Research Area (HERA), y del Grupo de investigación con sede en París y dirigido por Zahia Rhamani Art et mondialisation (INHA). Ha organizado junto con Marquard Smith y Joaquín Barriendos el Congreso Internacional Visualizing Europe. The geopolitical and Intercultural Boundaries of Visual Culture(Universidad de Barcelona, 2011) y ha participado en el III Atelier International de la Critique d´Art (Madrid-Ciudad Real 2011).

Desde 1975 ha realizado una intensa labor como crítico de arte en diversas publicaciones nacionales e internacionales, y dirige la colección Akal/ Arte Contemporáneo, que entre otros textos ha editado la traducción de los siguientes textos: Donald B. Kuspit, Signos de psique en el arte moderno y posmoderno; Rosalind Krauss, Pasajes de la escultura moderna; Thomas Crow, El arte moderno en la cultura de lo cotidiano; Brian Wallis (ed.), Arte después de la modernidad. Nuevos planteamientos en torno a la representación; Robert C. Morgan, Del arte a la idea. Ensayos sobre arte conceptual; Lucy Lippard, Seis años: La desmaterialización del objeto artístico de 1966 a 1972; Hal Foster, El retorno de lo real. La vanguardia a finales de siglo; Donald Kuspit, El fin del arte; Arthur Danto, Más allá de la Caja Brillo. Las artes visuales desde la perspectiva posthistórica; Benjamin B. Buchloh, Formalismo e historicidad. Modelos y métodos en el arte del siglo XX;, Douglas Crimp, Posiciones críticas: ensayos sobre las políticas del arte y la identidad; Hal Foster, Dioses prostético; Thomas McEvilley, De la ruptura del “cul de sac”. Arte en la segunda mitad del siglo XX; Beatriz Colomina, Doble exposición. Arquitectura a través del arte y Sèrge Guilbaut, Los espejismos de la imagen en los lindes del siglo XXI . Entre las publicaciones propias destacan: Juan Vicente Aliaga, Orden fálico. Androcentrismo y violencia de género en las prácticas artísticas del siglo XX; Pilar Parcerisas, Conceptualismo(s) poéticos, políticos y periféricos; Javier Maderuelo, La idea del espacio en la arquitectura y el arte contemporáneos 1960-1989 ; Juan Antonio Ramírez , El objeto y el aura. El (des)orden del arte moderno, José Miguel G. Cortés, La ciudad cautiva: control y vigilancia en el espacio urbano y Juan Martín Prada, Prácticas artísticas e Internet en la época de las redes sociales (en prensa).

## Exposiciones comisariadas
- La Memoria del Otro en la Era de lo Global (enlace roto disponible en Internet Archive; véase el historial, la primera versión y la última). exhibida en Bogotá (2009), Santiago de Chile (2010) y La Habana (2011).

## Premios
En 1998 recibió el Premio ESPAIS a la crítica de arte por el libro El arte del siglo XX en sus exposiciones: 1945-1995; en 2001 el Premio de la Asociación catalana de críticos de Arte (ACCA) por el libro El arte último del siglo XX: Del posminimalismo a lo multicultural: 1968-1995 y en 2007 de nuevo el Premio ESPAIS por el libro La crítica dialogada. Entrevistas sobre arte y pensamiento (Cendeac. Murcia). Es directora de la publicación en línea Revista de Estudios Culturales y Arte Contemporáneo (enlace roto disponible en Internet Archive; véase el historial, la primera versión y la última). y autora, junto Jean-Marc Poinsot, Jonathan Harris y Henry Meyric Hugues de la Anthologie international de la critique d´art, de 1950 à nos jours (en preparación). 

Entre sus publicaciones recientes destacan: “Art and Archive: 1920-2010. Genealogy, Tipologies and discontinuity”, en Roots&Routes. Research on Visual Culture. Periódico Trimestrale/Quarterly Magazine, Año I, nº 3, Julio-septiembre 2011 (ISSN 20309-5426), y “Cartografías de lo global: memorias y lugares (enlace roto disponible en Internet Archive; véase el historial, la primera versión y la última).”, en Arte e Sociedade, Lisboa, 2011,  pp. 322-336.